# بين سبيس
بين سبيس (بالإنجليزية: Ben Speas)‏ (17 يناير 1991 بستو في الولايات المتحدة - ) هو لاعب كرة قدم أمريكي في مركز الهجوم. شارك مع منتخب الولايات المتحدة تحت 17 سنة لكرة القدم. أما مع النوادي، فقد لعب مع كولومبوس كرو وFlint City Bucks ‏ وMinnesota United FC (2010–2016) ‏.

## روابط خارجية
- بين سبيس على موقع الدوري الأمريكي (الإنجليزية)
- بين سبيس على موقع قاعدة بيانات كرة القدم.إي يو (الإنجليزية)
- بين سبيس على موقع AS.com (الإسبانية)